# Rannu (Elva)
Rannu (Duits: Randen) is een plaats in de Estlandse gemeente Elva, provincie Tartumaa. De plaats heeft de status van groter dorp of ‘vlek’ (Estisch: alevik) en telt 362 inwoners (2021).
De plaats lag tot in oktober 2017 in de gemeente Rannu. In die maand ging Rannu op in de gemeente Elva.
Ten zuidwesten van Rannu ligt een klein meer, het Rannu paisjärv (1,8 ha).

## Geschiedenis
Rannu wordt voor het eerst genoemd in 1438 onder de Duitse naam Randen. In 1471 is er sprake van een landgoed Randen.
Bij Randen lag oorspronkelijk een slot, voor het eerst genoemd in 1438. Het behoorde toe aan de familie von Tiesenhausen. De opera Barbara von Tisenhusen van Eduard Tubin speelt zich deels af op het slot van Randen. In de Lijflandse Oorlog werd het slot verwoest. Op de resten van het slot werd een landhuis gebouwd.
In 1743 ging het landgoed van de familie von Tiesenhausen over op de familie von Campenhausen. Een van de latere eigenaren was de familie von Sivers. De laatste eigenaar voor de onteigening door het onafhankelijk geworden Estland was Felix von Berg.
In de 19e eeuw kreeg het landgoed Rannu een nieuw landhuis. Het is in 1973 afgebroken. Een aantal bijgebouwen is bewaard gebleven.
De kerk van Rannu, gewijd aan Sint-Maarten, de Rannu Martini kirik, staat overigens niet in Rannu, maar in Neemisküla, ca. 9 km ten noordwesten van Rannu, en dateert uit de eerste helft van de 15e eeuw. In Noorma staat de orthodoxe kerk van Rannu.

## Foto's

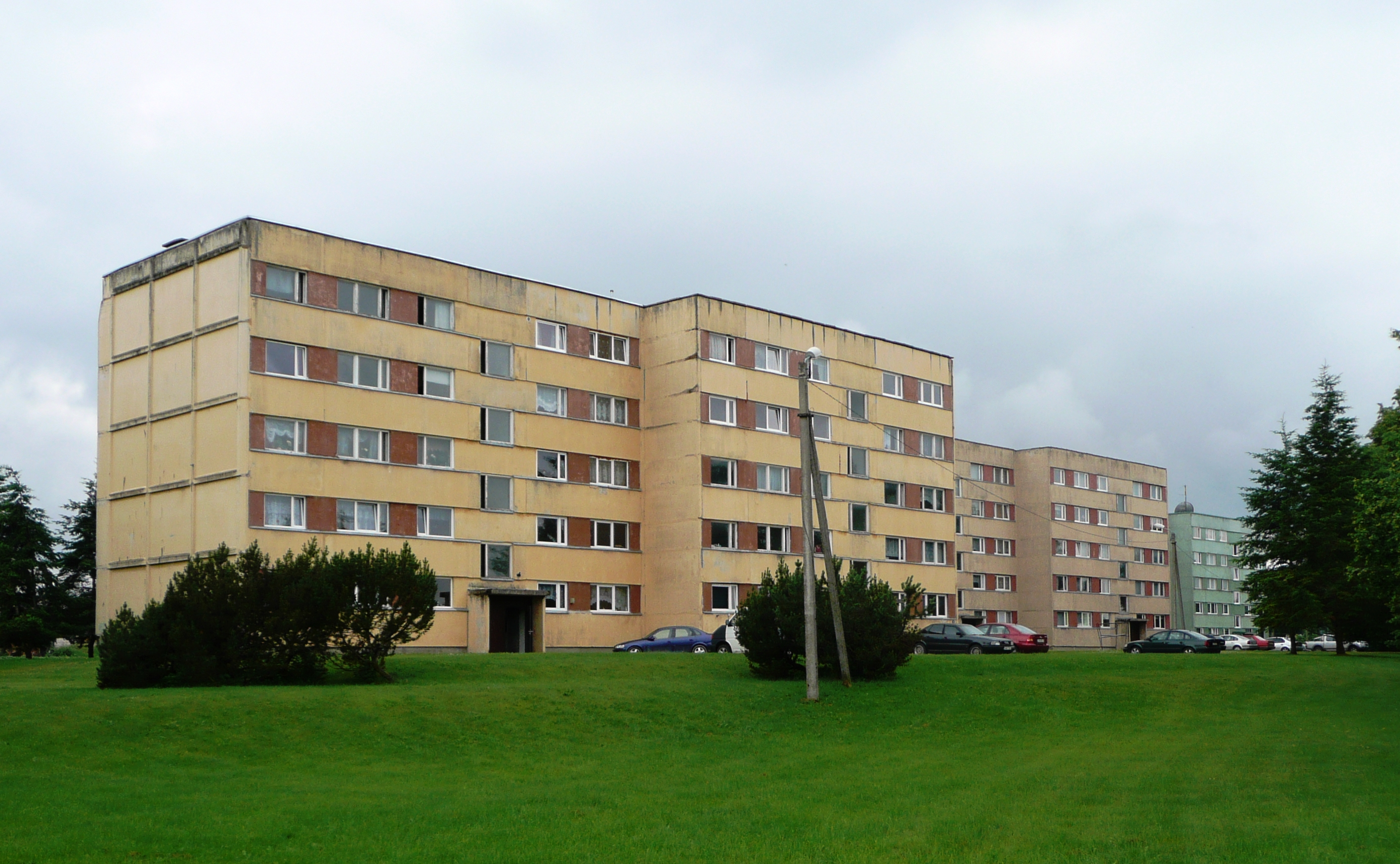
Flats in Rannu
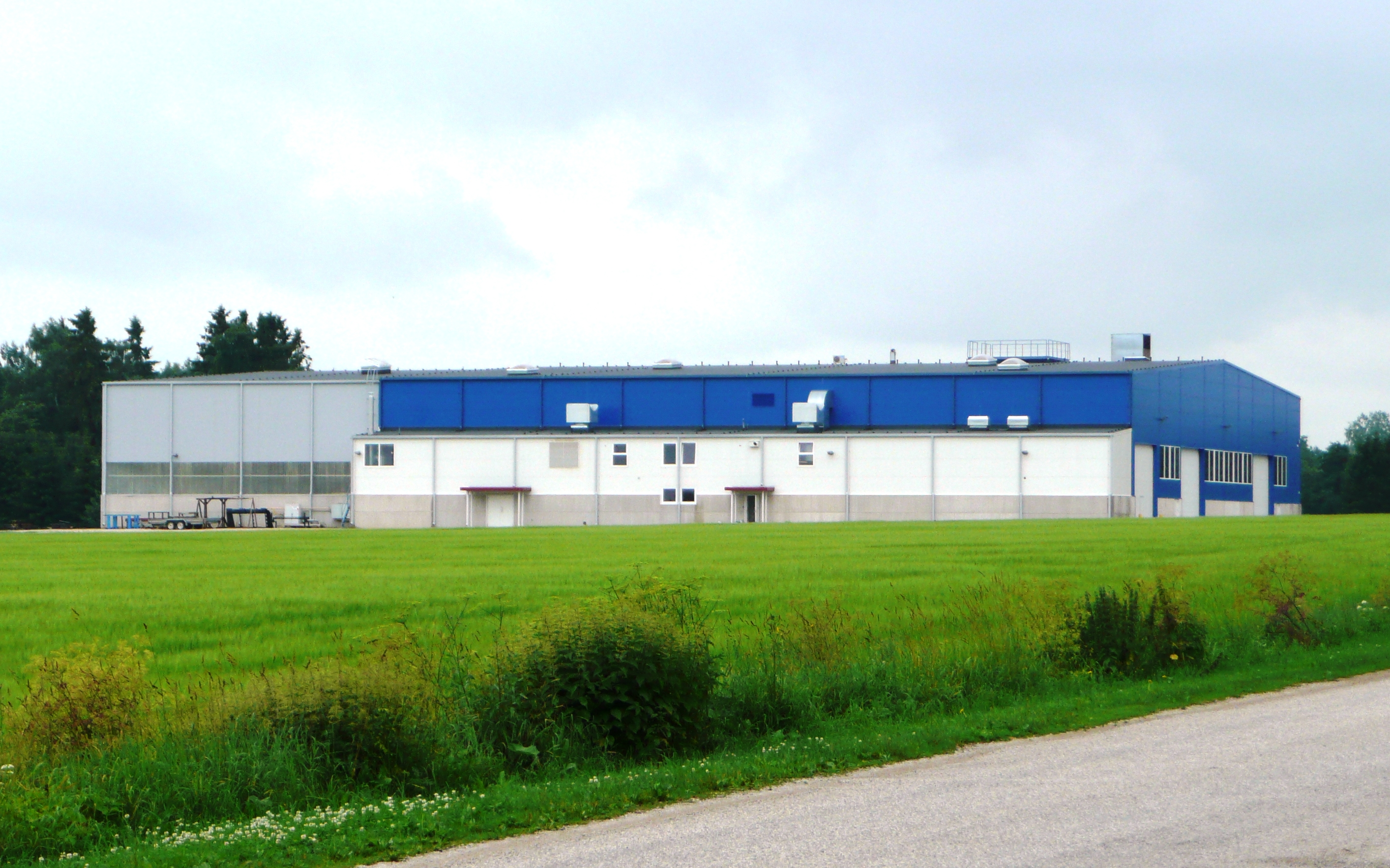
Industrie bij Rannu
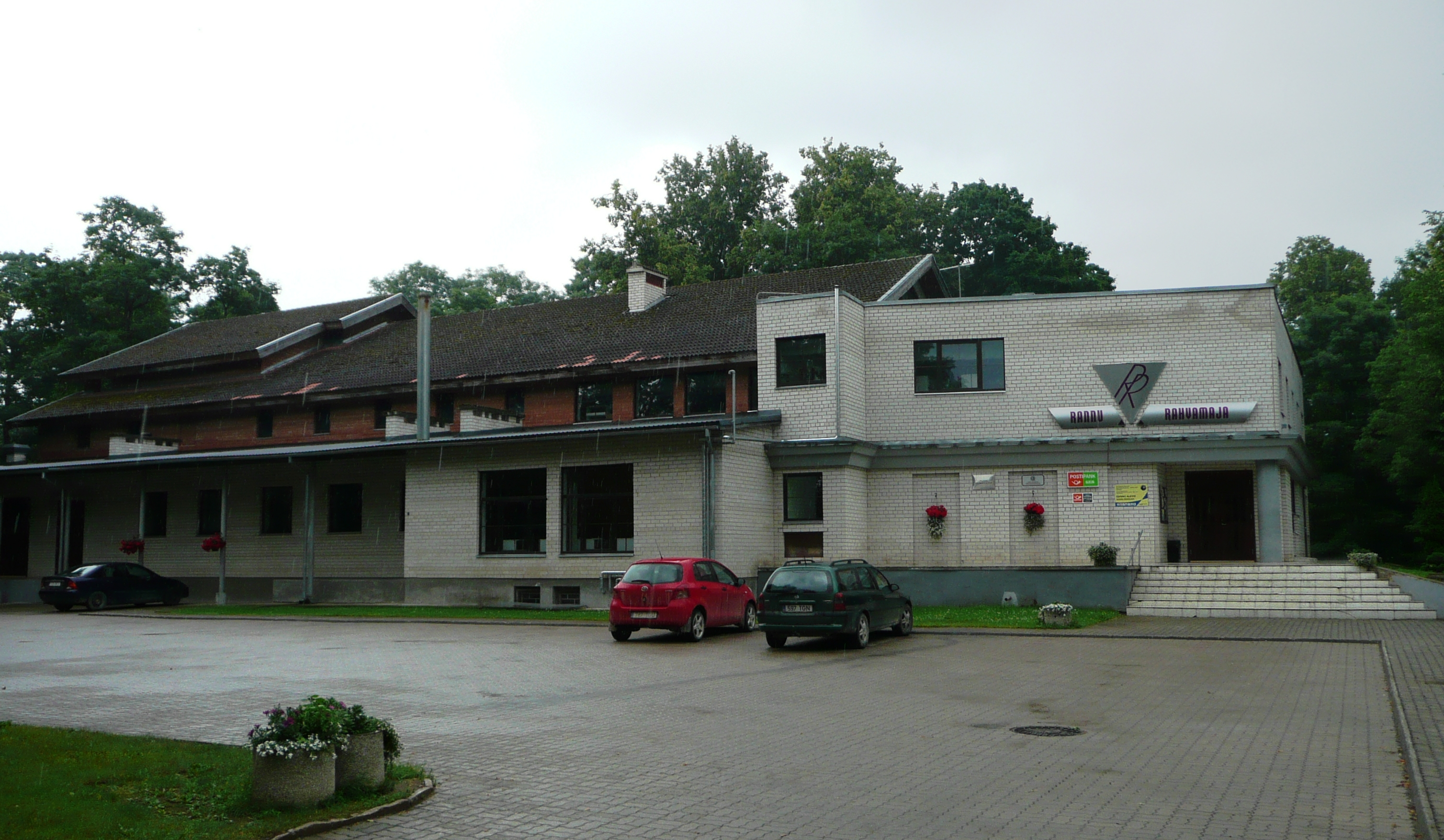
Dorpshuis, tevens bibliotheek en postkantoor
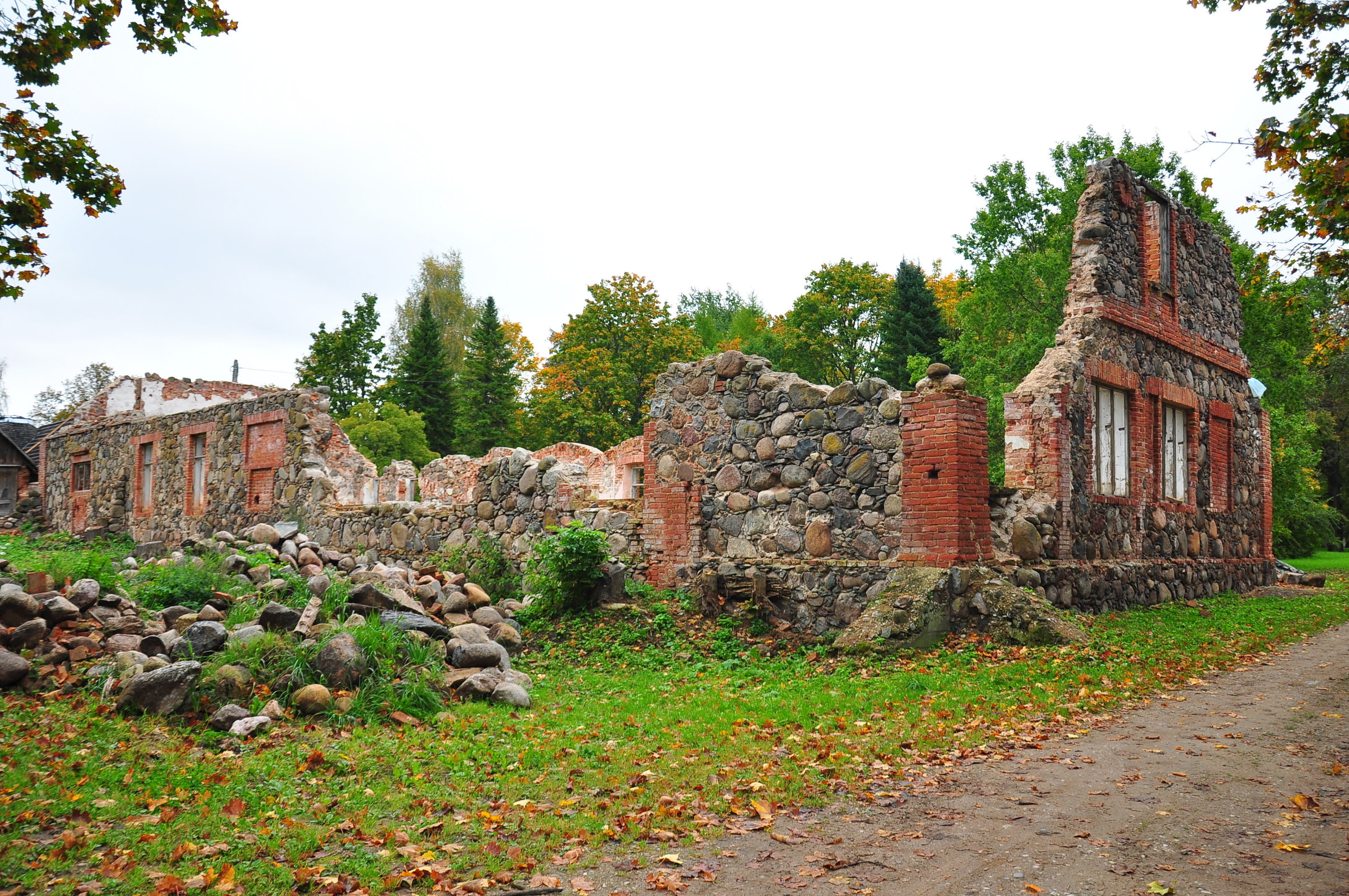
Resten van een stal
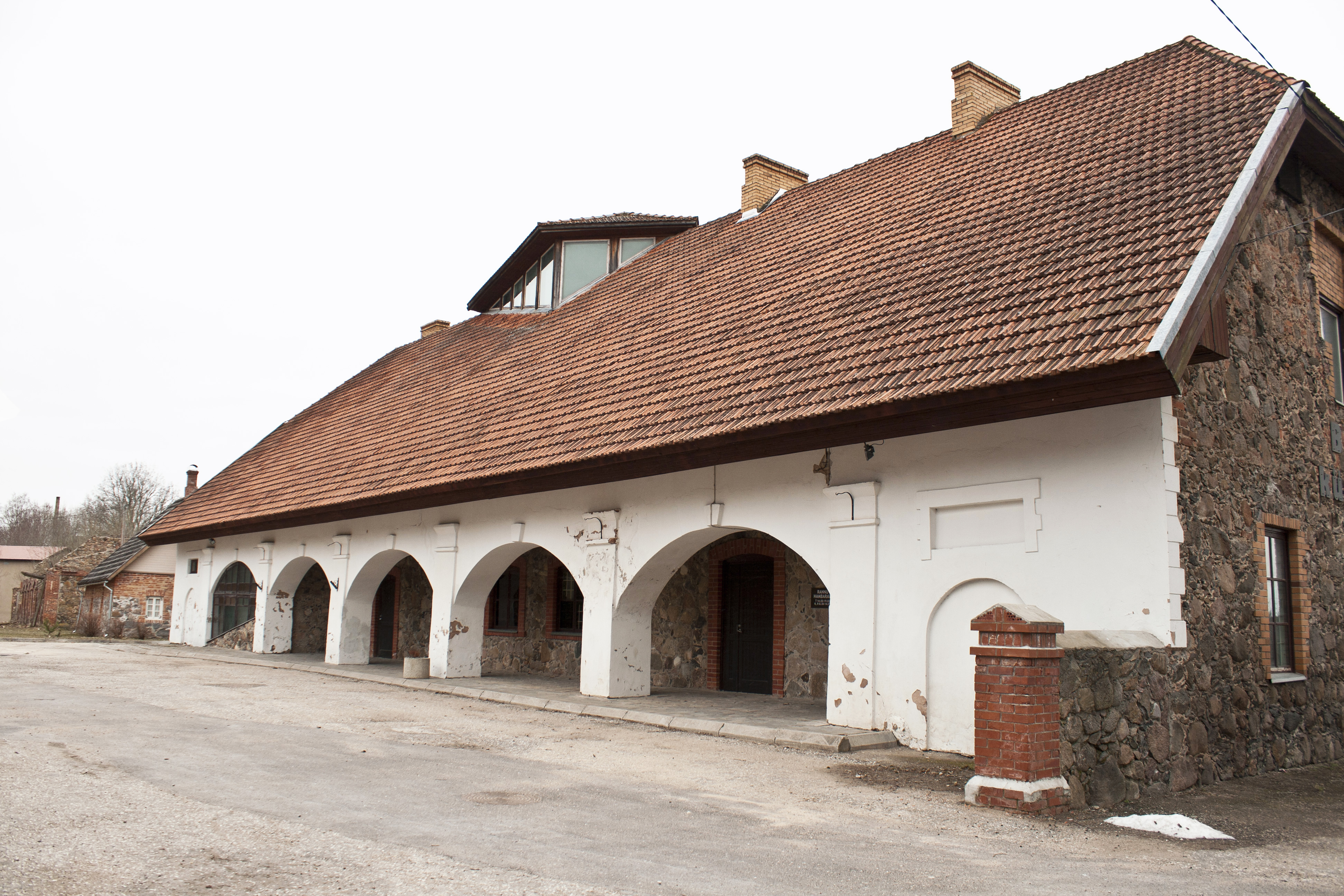
Voormalige voorraadschuur
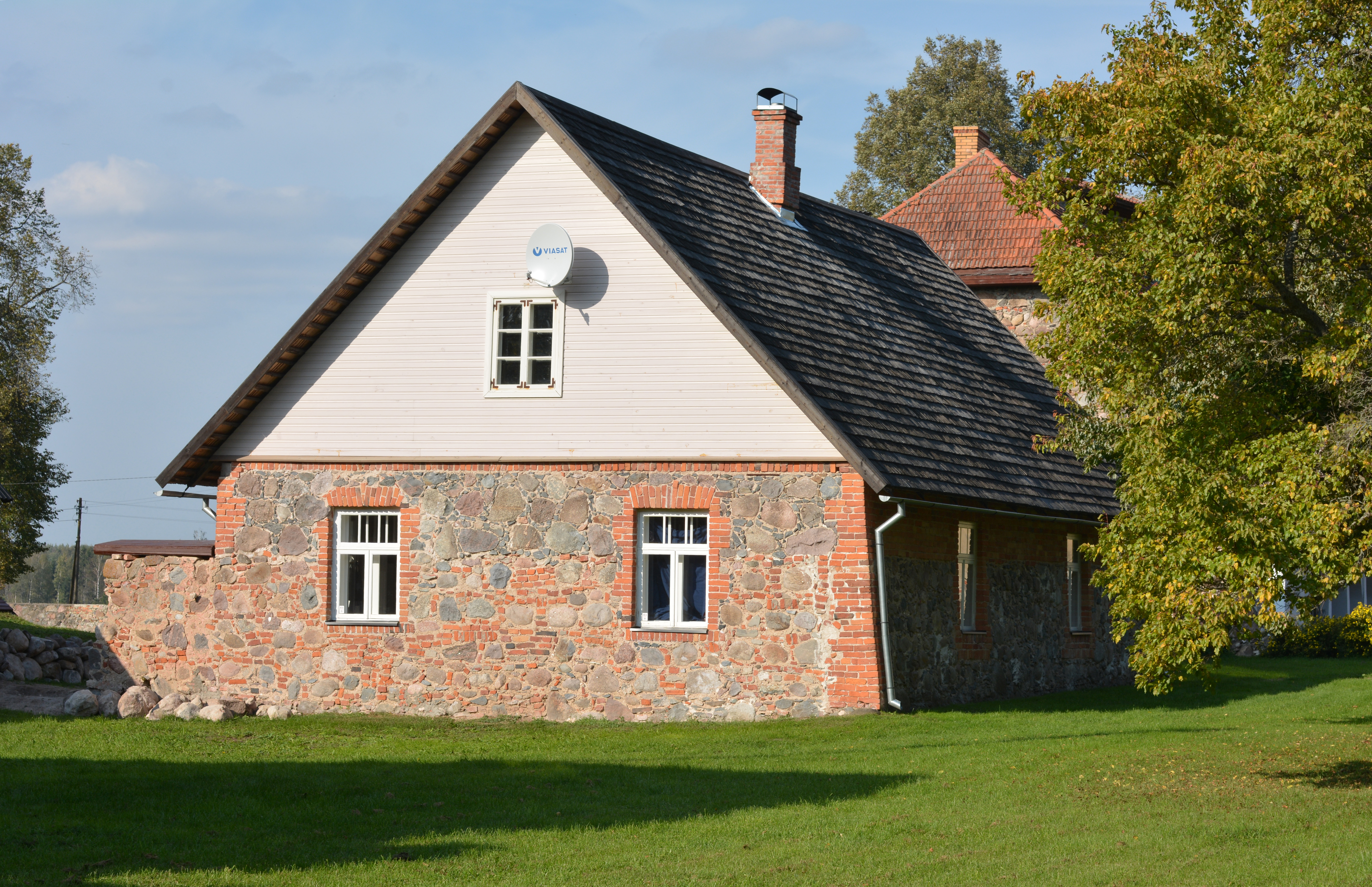
Huis van de tuinman van het landgoed